# Dunbaria gracilipes
Dunbaria gracilipes är en ärtväxtart som beskrevs av John Henry Lace. Dunbaria gracilipes ingår i släktet Dunbaria och familjen ärtväxter. Inga underarter finns listade i Catalogue of Life.